# Waldemar Niclevicz

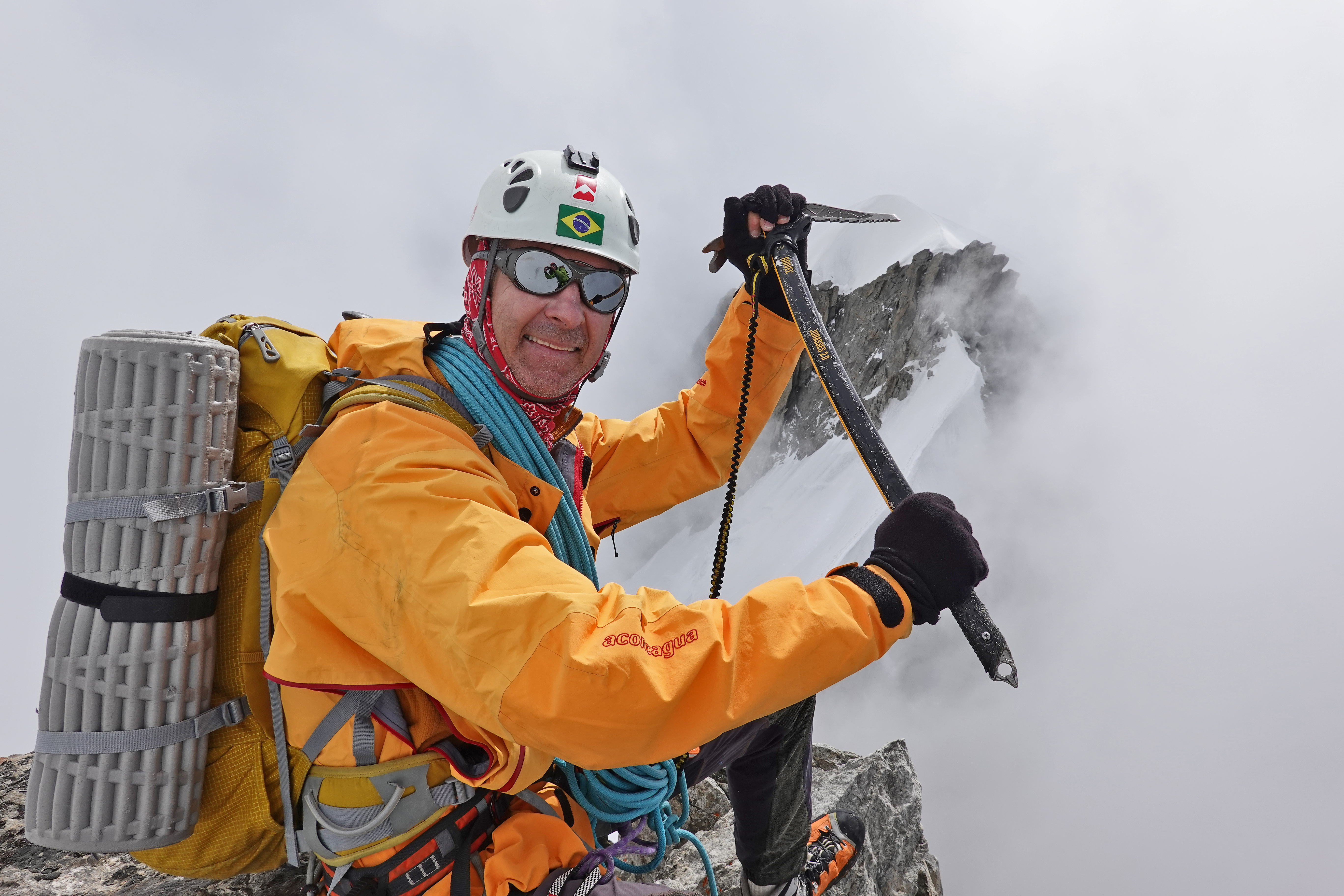
Waldemar Niclevicz no topo da Aiguille Blanche de Peuterey, Itália.

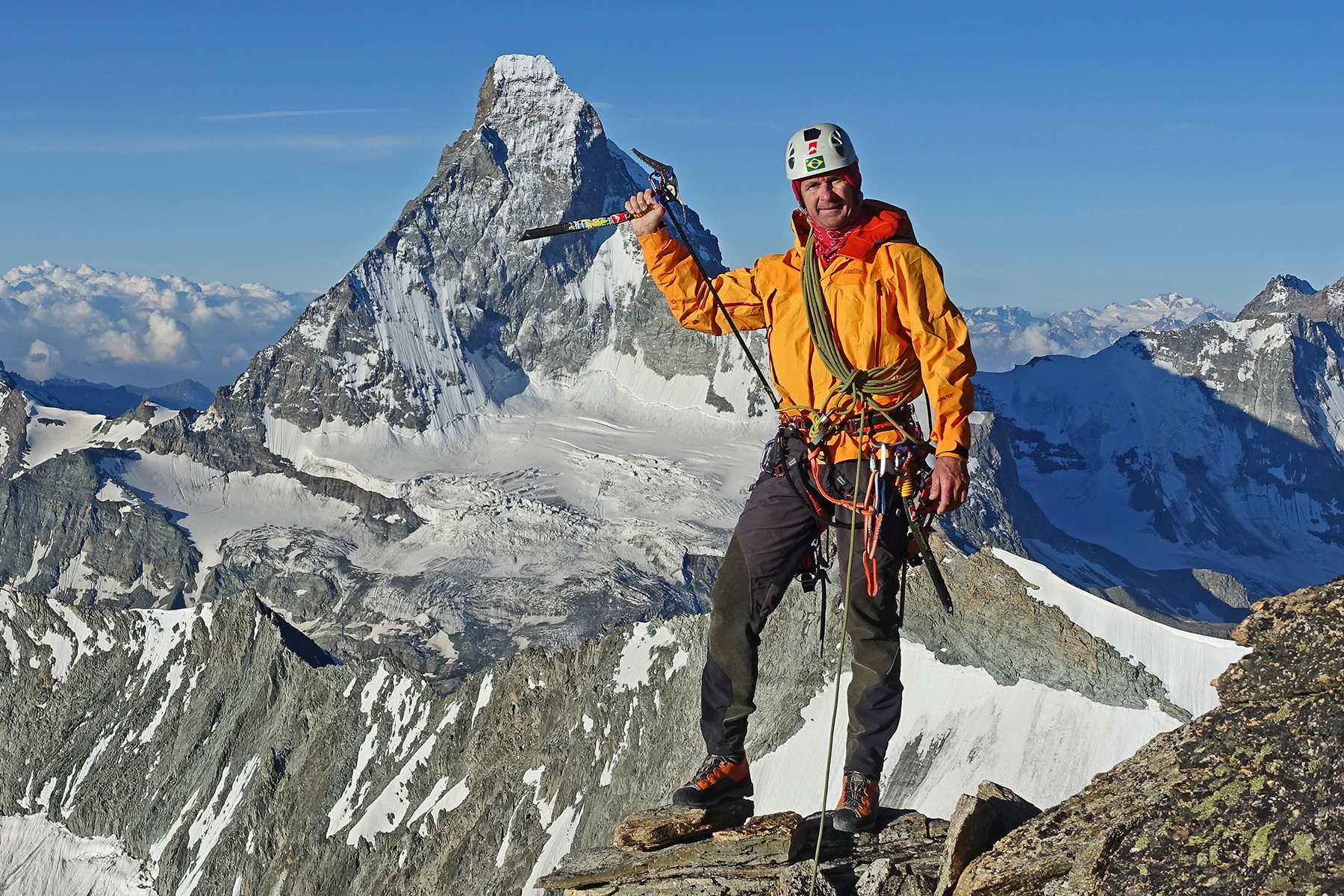
Waldemar Niclevicz no Ober Gabelhorn, Suíça.

Waldemar Niclevicz (Foz do Iguaçu, 12 de março de 1966) é um alpinista brasileiro. Foi o primeiro brasileiro a escalar o Monte Everest, o K2 e os Sete Cumes.
Waldemar também já escalou 7 das 14 montanhas com mais de 8 mil metros, o Everest duas vezes, todos os 82 “Quatro Mil dos Alpes” e mais de 300 montanhas de grande altitude espalhadas pelo mundo.

## Biografia
Bisneto de polonês, Waldemar Niclevicz é formado em Turismo pela UFPR, e atua ainda como escritor, fotógrafo e palestrante. É um dos montanhistas mais experientes do Brasil com dezenas de montanhas escaladas ao redor do mundo. Foi o primeiro brasileiro a escalar o Everest ao lado de Mozart Catão, em maio de 1995.
Em 1997, ele também concluiu o Projeto 7 cumes, tendo sido o primeiro brasileiro a realizar este popular projeto. Além destas escaladas mais conhecidas, Niclevicz é o brasileiro que mais escalou montanhas de 8 mil metros, com 7 cumes, também já escalou mais de 30 montanhas com mais de 6 mil metros e todos os 82 picos dos Alpes Europeus com mais de 4.000 metros de altitude, os chamados Quatro Mil dos Alpes.
Considerado um montanhista polivalente, ele também escala em rocha, principalmente vias de escalada tradicionais, tendo já conquistado várias vias no Marumbi da Serra do Mar Paranaense onde possui uma casa e no Pico das Agulhas Negras no Parque Nacional do Itatiaia, entre outras.

### Palestras
Como palestrante, Waldemar já realizou mais de 1300 palestras para grandes empresas. Enfoca em suas palestras temas como superação de desafios, liderança, planejamento estratégico, gerenciamento de riscos e espírito de equipe.

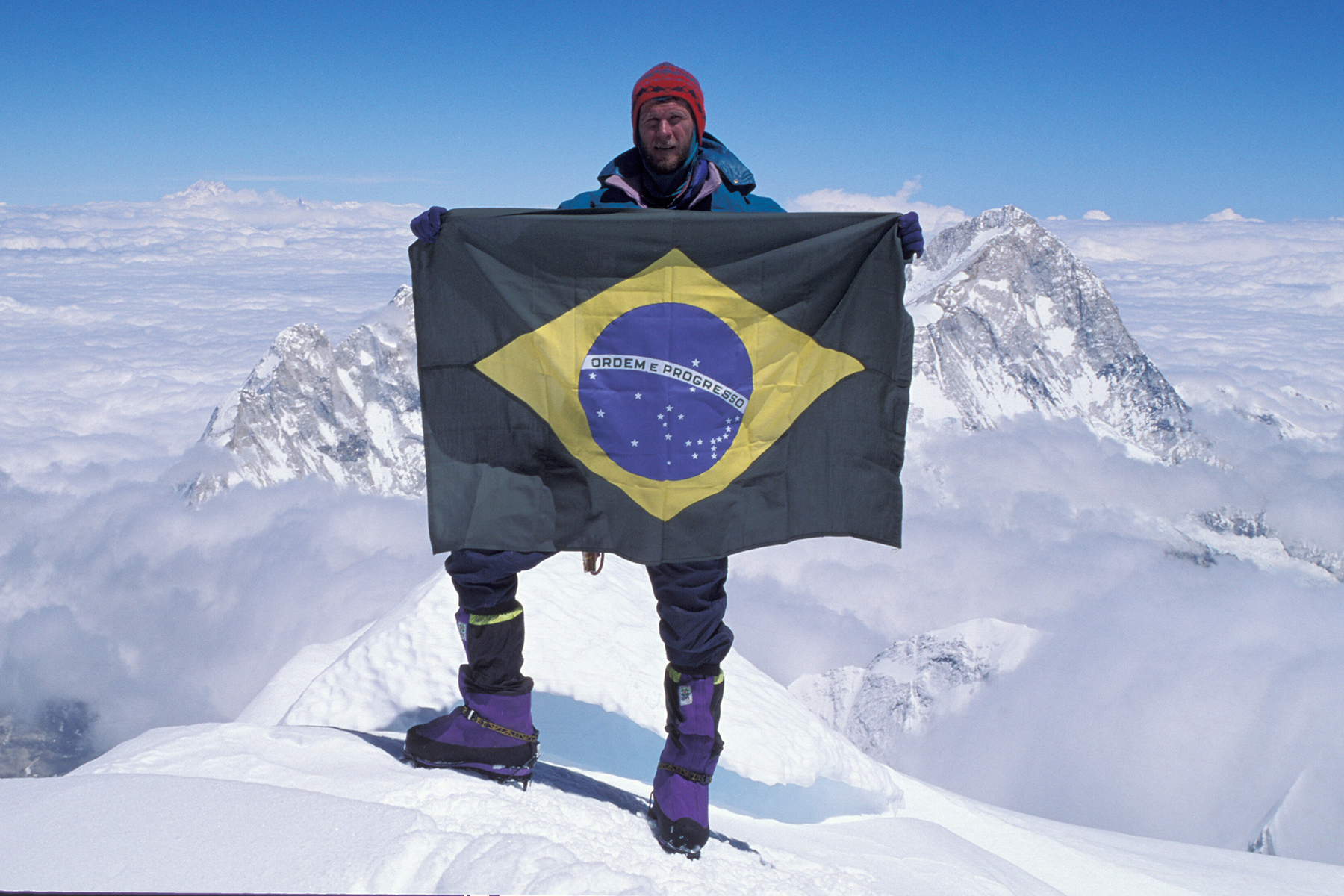
Waldemar Niclevicz no cume do Everest em 1995.

### Como um escritor
Publicou cinco livros: "O Brasil no Topo do Mundo", "Everest, o diário de uma vitória", "Um sonho chamado K2", "Tudo pelo Everest" e "Everest, Sagarmatha, Chomolungma".

### Honrarias
Entre as homenagens e honras recebidas, destacam-se "Cidadão Honorário de Curitiba", "Cidadão Benemérito do Estado do Paraná" e "Cidadão Benemérito de Foz do Iguaçu".

## Montanhas escaladas

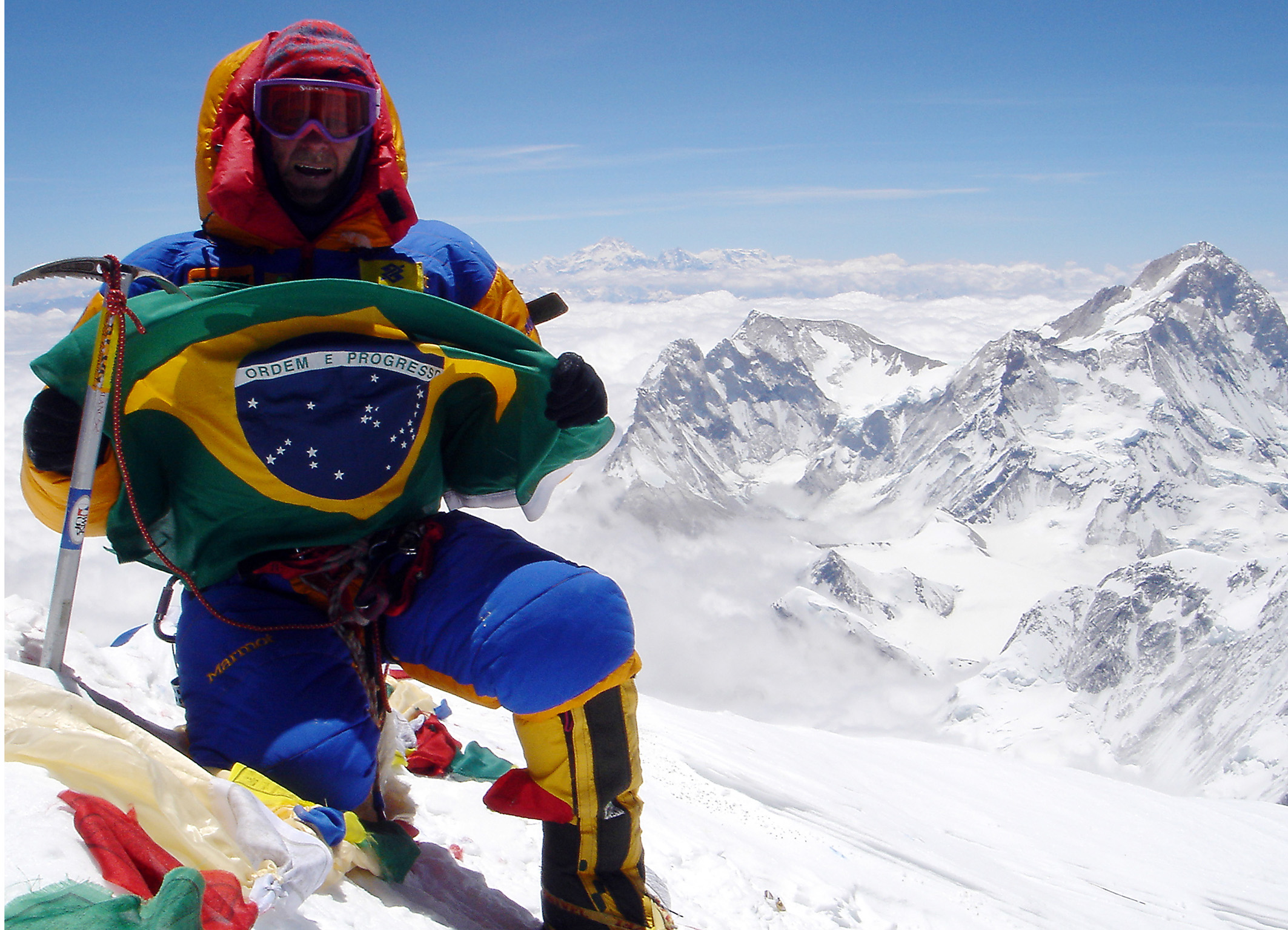
Waldemar Niclevicz no cume do Everest em 2005.

| Montanha                   | Altitude         | País              | Data                    | Escalado com                                |
| -------------------------- | ---------------- | ----------------- | ----------------------- | ------------------------------------------- |
| Aconcágua                  | 6.962m           | Argentina         | 18 de fevereiro de 1988 | em solitário                                |
| Illimani                   | 6.490m           | Bolívia           | 19 de agosto de 1988    | Marcelo Araújo                              |
| Huayna Potosí              | 6.094m           | Bolívia           | 23 de agosto de 1988    | Marcelo Araújo                              |
| Tronador                   | 3.310m           | Argentina         | 3 de Janeiro de 1989    | Eduardo e Guilherme Maia Borio              |
| Osorno                     | 2.669m           | Chile             | 9 de janeiro de 1989    | Eduardo e Guilherme Maia Borio              |
| Cerro Catedral             | 2.409m           | Argentina         | 13 de Janeiro de 1989   | Eduardo e Guilherme Maia Borio              |
| Mulas Muertas              | 5.880m           | Chile             | 27 de janeiro de 1989   | em solitário                                |
| Ojos del Salado            | 6.893m           | Chile             | 1 de Fevereiro de 1989  | em solitário                                |
| El Muerto                  | 6.470m           | Chile             | 3 de fevereiro de 1989  | em solitário                                |
| Pisco                      | 5.800m           | Peru              | 4 de Agosto de 1989     | em solitário                                |
| Huascarán                  | 6.746m           | Peru              | 18 de Agosto de 1989    | em solitário                                |
| Chimborazo                 | 6.310m           | Equador           | 25 de agosto de 1989    | em solitário                                |
| Cotopaxi                   | 5.897m           | Equador           | 27 de Agosto de 1989    | em solitário                                |
| El Plata                   | 5.950m           | Argentina         | 30 de janeiro de 1990   | em solitário                                |
| Matterhorn                 | 4.478m           | Suíça             | 16 de agosto de 1990    | em solitário                                |
| Mont Blanc (1ª vez)        | 4.807m           | França-Itália     | 19 de agosto de 1991    | em solitário                                |
| Mt Blanc Tacul (1ª vez)    | 4.248m           | França            | 19 de agosto de 1991    | em solitário                                |
| Mont Maudit (1ª vez)       | 4.465m           | França            | 19 de agosto de 1991    | em solitário                                |
| Cuerno do Aconcagua        | 5.450m           | Argentina         | 12 de Fevereiro de 1993 | Alexandre Portela                           |
| Catedral do Aconcagua      | 5.350m           | Argentina         | 21 de fevereiro de 1993 | Heber Orona                                 |
| Callaqui                   | 3.164m           | Chile             | 3 de janeiro de 1994    | Eduardo e Guilherme Maia Borio              |
| Llaima                     | 3.180m           | Chile             | 5 de janeiro de 1994    | Eduardo e Guilherme Maia Borio              |
| Vulcão Villarica           | 2.847m           | Chile             | 8 de janeiro de 1994    | Eduardo e Guilherme Maia Borio              |
| Chukung Ri                 | 5.845m           | Nepal             | 30 de março de 1995     | Mozart Catão e equipe                       |
| Island Peak                | 6.173m           | Nepal             | 2 de maio de 1995       | Mozart Catão e equipe                       |
| Everest                    | 8.848m           | Tibet             | 14 de maio de 1995      | Mozart Catão e equipe                       |
| Elbrus                     | 5.642m           | Rússia            | 17 de julho de 1996     | em solitário                                |
| Rwenzori                   | 5.109m           | Uganda            | 18 de Agosto de 1996    | em solitário                                |
| Kilimanjaro                | 5.895m           | Tanzânia          | 26 de agosto de 1996    | em solitário                                |
| Vinson                     | 4.897m           | Antártida         | 11 de dezembro de 1996  | Dave Hahn                                   |
| McKinley                   | 6.194m           | Estados Unidos    | 3 de maio de 1997       | Dave Hahn                                   |
| Vallunaraju                | 5.686m           | Peru              | 21 de junho de 1997     | Janaina Araujo                              |
| Chopicalqui                | 6.354m           | Peru              | 26 de julho de 1997     | Marco Vargas                                |
| Carstensz                  | 4.884m           | Indonésia         | 21 de setembro de 1997  | em solitário                                |
| Shishapangma               | 8.046m           | Tibet             | 14 de Maio de 1998      | Abele Blanc e Marco Camandona               |
| Cho Oyo                    | 8.201m           | Tibet             | 21 de maio de 1998      | Abele Blanc e Marco Camandona               |
| Pequeño Alpamayo           | 5.370m           | Bolívia           | 13 de Maio de 1999      | Pera Vilarasau                              |
| Condoriri                  | 5.696m           | Bolívia           | 14 de maio de 1999      | Pera Vilarasau                              |
| Gasherbrum                 | 8.035m           | Paquistão         | 10 de julho de 1999     | Abele Blanc e Cristian Kuntner              |
| Pastillitos                | 5.090m           | Chile             | 2 de janeiro de 2000    | em solitário                                |
| Vulcão Copiapó             | 6.052m           | Chile             | 4 de janeiro de 2000    | em solitário                                |
| Bonpland                   | 4.880m           | Venezuela         | 11 de fevereiro de 2000 | C.Castillo, J.A.Delgado, M.Cayuso           |
| Humboldt                   | 4.922m           | Venezuela         | 11 de fevereiro de 2000 | C.Castillo, J.A.Delgado, M.Cayuso           |
| La Concha                  | 4.920m           | Venezuela         | 12 de fevereiro de 2000 | C.Castillo, J.A.Delgado, M.Cayuso           |
| Pico Bolívia               | 4.978m           | Venezuela         | 13 de fevereiro de 2000 | C.Castillo, J.A.Delgado, M.Cayuso           |
| El Toro                    | 4.730m           | Venezuela         | 14 de fevereiro de 2000 | C.Castillo, J.A.Delgado, M.Cayuso           |
| Leon                       | 4.700m           | Venezuela         | 14 de fevereiro de 2000 | C.Castillo, J.A.Delgado, M.Cayuso           |
| Pico da Neblina            | 2.995,30m        | Brasil            | 9 de abril de 2000      | Franzoni e equipe                           |
| K2                         | 8.611m           | Paquistão         | 29 de julho de 2000     | Abele Blanc e Marco Camandona               |
| El Capitan                 | 2.307m           | Estados Unidos    | 7 de maio de 2001       | Alexandre Portela e equipe                  |
| Half Dome                  | 2.695m           | Estados Unidos    | 5 de maio de 2001       | Alexandre Portela e equipe                  |
| Trango Tower               | 6.251m           | Paquistão         | 30 de junho de 2001     | M. Santos, I. Burda e equipe                |
| Grand Paradiso             | 4.061m           | Itália            | 10 de janeiro de 2002   | Abele Blanc                                 |
| Half Dome (2ª vez)         | 2.695m           | Estados Unidos    | 3 de junho de 2002      | Irivan Gustavo Burda                        |
| Illampu                    | 6.368m           | Bolívia           | 24 de julho de 2002     | Irivan Burda e equipe                       |
| Lhotse                     | 8.501m           | Nepal             | 5 de maio de 2002       | Irivan Gustavo Burda                        |
| San Valentin               | 4.058m           | Chile             | 5 de fevereiro de 2004  | Renato Kalinowski e equipe                  |
| Misti                      | 5.823m           | Peru              | 3 de abril de 2004      | Alexandre Lima e Carlos Zarate              |
| Ampato                     | 6.318m           | Peru              | 9 de abril de 2004      | Carlos Zarate                               |
| Coropuna                   | 6.405m           | Peru              | 10 de Abril de 2004     | Carlos Zarate                               |
| Solimana                   | 6.093m           | Peru              | 16 de abril de 2004     | Carlos Zarate                               |
| Rasac                      | 6.017m           | Peru              | 26 de maio de 2004      | Aritza Monasterio                           |
| Chaupi Orco                | 6.044m           | Bolívia           | 21 de julho de 2004     | Alain Mesili                                |
| Kantantica Central         | 5.610m           | Bolívia           | 26 de julho de 2004     | Alain Mesili                                |
| Janko Laya                 | 5.545m           | Bolívia           | 16 de agosto de 2004    | Javier Carvallo Contreras                   |
| Chachacomani               | 6.074m           | Bolívia           | 20 de agosto de 2004    | Javier Carvallo Contreras                   |
| Lincancabur                | 5.916m           | Bolívia           | 1 de outubro de 2004    | Julio Aracheski e Javier Contreras          |
| Uturunco                   | 6.008m           | Bolívia           | 3 de outubro 2004       | Julio Aracheski e equipe                    |
| Parinacota                 | 6.330m           | Bolívia           | 8 de outubro de 2004    | Javier Carvallo Contreras                   |
| Sajama (2ª vez)            | 6.542m           | Bolívia           | 11 de outubro de 2004   | Javier Carvallo Contreras                   |
| Guallatire                 | 6.063m           | Chile             | 13 de outubro de 2004   | Javier Carvallo Contreras                   |
| Llullaillaco               | 6.739m           | Chile             | 18 de outubro de 2004   | em solitário                                |
| Toti                       | 5.010m           | Colômbia          | 31 de dezembro de 2009  | Juan Bernal                                 |
| Mera Peak                  | 6.476m           | Nepal             | 4 de abril de 2005      | Irivan Gustavo Burda                        |
| Everest (2ª vez)           | 8.848m           | Nepal             | 2 de junho de 2005      | Irivan Gustavo Burda                        |
| La Paloma                  | 4.960m           | Chile             | 1 de novembro de 2005   | Adriano Freire e Christiano Freire          |
| Aspiring                   | 3.027m           | Nova Zelândia     | 10 de janeiro de 2006   | Marty Beare                                 |
| Mount Cook                 | 3.763m           | Nova Zelândia     | 16 de janeiro de 2006   | Marty Beare                                 |
| Tasman                     | 3.497m           | Nova Zelândia     | 19 de janeiro de 2006   | Marty Beare                                 |
| Totem Pole                 | 65m              | Tasmânia          | 31 de janeiro de 2006   | Lee Cossey                                  |
| Dome                       | 3.682m           | Groenlândia       | 26 de abril de 2006     |                                             |
| Lanin                      | 3.728m           | Argentina         | 6 de Dezembro de 2007   | Flávio Cantelli                             |
| Saint Exupéry              | 2.528m           | Argentina         | 17 de janeiro de 2008   | Eduardo Mazza                               |
| Makalu                     | 8.463m           | Nepal             | 11 de maio de 2008      | Irivan Gustavo Burda                        |
| Iztaccihuatl               | 5.260m           | México            | 12 de dezembro de 2008  | em solitário                                |
| Orizaba                    | 5.636m           | México            | 31 de dezembro de 2008  | em solitário                                |
| Tajumulco                  | 4.220m           | Guatemala         | 10 de Janeiro de 2009   | Edwin Caminando                             |
| Santiaguito                | 2.488m           | Guatemala         | 12 de Janeiro de 2009   | Edwin Caminando                             |
| Acatenango                 | 3.976m           | Guatemala         | 13 de Janeiro de 2009   | Fernando                                    |
| Chirripó                   | 3.820m           | Costa Rica        | 19 de Janeiro de 2009   | em solitário                                |
| Lenin Pik                  | 7.134m           | Quirguistão       | 19 de Julho de 2009     | Irivan Gustavo Burda                        |
| Khan Tengri                | 7.010m           | Quirguistão       | 2 de agosto de 2009     | Irivan Gustavo Burda                        |
| Pan de Azucar              | 5.215m           | Colômbia          | 2 de janeiro de 2010    | Jaime Franco                                |
| Pulpito del Diablo         | 4.940m           | Colômbia          | 2 de janeiro de 2010    | Jaime Franco                                |
| Ritacumba Blanco           | 5.330m           | Colômbia          | 6 de janeiro de 2010    | em solitário                                |
| Dente del Gigante          | 4.013m           | Itália            | 6 de agosto de 2010     | Irivan Gustavo Burda                        |
| Ayun Tepuy                 | 1.100m de parede | Venezuela         | 16 de fevereiro de 2011 | Edmilson Padilha e equipe                   |
| Campanille Basso           | 2.883m           | Itália            | 31 de julho de 2011     | Eiki Higaki                                 |
| Cinque Dita                | 2.996m           | Itália            | 2 de agosto de 2011     | Eiki Higaki e Paulo Andriguetto             |
| Torres de Vaiolet          | 2.805m           | Itália            | 4 de agosto de 2011     | Eiki Higaki                                 |
| Torre Barancio             | 2.308m           | Itália            | 6 de agosto de 2011     | Paulo Andriguetto                           |
| Cinque Torri               | 2.361m           | Itália            | 6 de agosto de 2011     | Eiki Higaki e Paulo Andriguetto             |
| Cima della Madonna         | 2.733m           | Itália            | 9 de agosto de 2011     | Eiki Higaki e Paulo Andriguetto             |
| Torre Venezia              | 2.337m           | Itália            | 11 de agosto de 2011    | Eiki Higaki                                 |
| Punta Gnifetti             | 4.556m           | Itália            | 16 de agosto de 2011    | Filippo Cazzulani                           |
| Monte Rosa (Punta Dufour)  | 4.634m           | Itália / Suíça    | 17 de agosto de 2011    | em solitário                                |
| Punta Nordend (Monte Rosa) | 4.609m           | Itália / Suíça    | 17 de agosto de 2011    | em solitário                                |
| Mont Blanc (2ª vez)        | 4.807m           | França            | 22 de Agosto de 2011    | em solitário                                |
| Mont Maudit (2ª vez)       | 4.465m           | França            | 22 de Agosto de 2011    | em solitário                                |
| Tuzgle                     | 5.530m           | Argentina         | 21 de Dezembro de 2012  | Pedro Hauck e Silvia Bonora                 |
| Cachi                      | 6.380m           | Argentina         | 24 de Dezembro de 2012  | Pedro Hauck                                 |
| Antofalla                  | 6.440m           | Argentina         | 29 de Dezembro de 2012  | Pedro Hauck                                 |
| Volcán Peinado             | 5.871m           | Argentina         | 1 de Janeiro de 2013    | Pedro Hauck                                 |
| Incahuasi                  | 6.621m           | Argentina / Chile | 3 de Janeiro de 2013    | Pedro Hauck                                 |
| Pissis                     | 6.795m           | Argentina         | 8 de Janeiro de 2013    | Pedro Hauck                                 |
| Mercedário                 | 6.730m           | Argentina         | 14 de Janeiro de 2013   | Pedro Hauck                                 |
| Las Tórtolas               | 6.160m           | Chile             | 19 de Janeiro de 2013   | Pedro Hauck e Silvia Bonora                 |
| Ojos del Salado (2ª vez)   | 6.893m           | Chile             | 23 de Janeiro de 2013   | Pedro Hauck                                 |
| Três Cruces Sur            | 6.748m           | Chile             | 26 de Janeiro de 2013   | Pedro Hauck                                 |
| Ausangate                  | 6.372m           | Peru              | 23 de junho de 2014     | Edwin Espinoza, Luis Crispin e Nathan Heald |
| San Lorenzo                | 3.706m           | Chile             | 23 de janeiro de 2015   | Edwin Espinoza                              |
| Palcay                     | 5.422m           | Peru              | 11 de maio de 2015      | Edwin Espinoza e Nathan Heald               |
| Fitz Roy                   | 3.405m           | Argentina         | 31 de janeiro de 2016   | Branca Franco e Eduardo Mazza               |
| Salcantay                  | 6.271m           | Peru              | 29 de julho de 2016     | Edwin Espinoza e Nathan Heald               |